# Isaias Raw
Isaias Raw (São Paulo, 26 de março de 1927 – 13 de dezembro de 2022) foi um médico, pesquisador e professor universitário brasileiro.
Comendador e Grande Oficial da Ordem Nacional do Mérito Científico, membro titular da Academia Brasileira de Ciências, Isaias era professor emérito aposentado e livre-docente da Faculdade de Medicina da Universidade de São Paulo (FMUSP).
Ex-diretor do Instituto Butantan, Isais ingressou no instituto em 1984 e foi o responsável pela criação do Centro de Biotecnologia, do Museu de Microbiologia e do Museu Histórico. Foi o idealizador da Fundação Butantan,– entidade de apoio ao instituto que contribui para a manutenção da produção de imunobiológicos da organização. Foi responsável por marcos importantes na história do instituto, como a montagem de novas fábricas de produção de soro na década de 1980, além da liderança no desenvolvimento de novas vacinas, como a da hepatite B recombinante.
Como pesquisador, Isaias isolou uma das enzimas do ciclo de oxidação de ácidos graxos e concentrou suas atividades em áreas como o estudo da mitocôndria, a ação de drogas na indução de citocromos e o estudo de enzimas do metabolismo do Trypanosoma cruzi. É considerado um dos maiores cientistas do século no Brasil.

## Biografia
Isaias nasceu na capital paulista, em 1927. Cresceu no Bom Retiro, onde costumava estudar química no bondinho do bairro e coletar insetos na Praça da Luz, no centro da capital. Posteriormente, sua coleção de insetos foi doada para o Colégio Anglo Latino. Começou a se interessar por ciência depois de ler um livro de química farmacêutica de um tio, que era médico. Também lera um livro sobre a vida e a história da pesquisa de Louis Pasteur.
Antes de ingressar na universidade, já frequentava aulas livres. No setor de genética conheceu André Dreyfus, que lhe emprestava livros para ler. Acompanhou a vinda de Theodosius Dobzhansky ao Brasil com apenas 16 anos. Conhecido nos corredores do edifício da Alameda Glete, era comum receber lâminas histológicas do professor Edmundo Ferraz Nonato.
Em 1945 ingressou o curso de medicina da Universidade de São Paulo, sabendo que queria ser cientista desde o primeiro ano. Formou-se em 1950, dedicando-se desde seus tempos de estudante ao estudo da bioquímica. Entre os anos 1950 e 1969, fundou a Editora da Universidade de São Paulo e a da Universidade de Brasília, unificou os exames vestibulares de São Paulo junto com o professor e sanitarista Walter Leser.
Foi diretor da Fundação Brasileira para o Desenvolvimento do Ensino de Ciências (Funbec), criando também a Fundação Carlos Chagas e o Curso Experimental de Medicina da FMUSP.

## Ditadura militar
Na época do Golpe de Estado no Brasil em 1964, Isaias presidia a Fundação Carlos Chagas. Acusado de subversão e de ser comunista pelos militares, Isaias foi preso em 1964. Ficou 13 dias na carceragem e foi solto após a pressão de cientistas norte-americanos que enviaram um telegrama para o então presidente, o marechal Castello Branco exigindo sua soltura. Isaias continuou a trabalhar, a fazer pesquisa a lecionar.
Em 1969, junto a vários outros cientistas, foi compulsoriamente aposentado pelo AI-5 e teve que deixar o país. Recebeu ajuda da Fundação Ford para se exilar, passando dez anos no exterior. Inicialmente, Isaias foi para Israel, aceitando o convite da Universidade Hebraica de Jerusalém para lecionar. Decidido a não mais trabalhar com pesquisa científica devido à perda de sua equipe, Isaias resolveu se dedicar ao ensino de ciências, mas não conseguiu deslanchar.
Deixando Israel, foi para os Estados Unidos, onde ficou quatro anos no Instituto de Tecnologia de Massachusetts (MIT), trabalhando com pesquisa e ensino de ciências. Em seguida, foi para a Escola de Saúde Pública da Universidade Harvard. Ao retornar ao Brasil, dois de seus filhos ficaram nos Estados Unidos e uma filha ficou em Israel. A falta de estabilidade na carreira foi um dos motivos que o levou a retornar ao país.

## Retorno ao Brasil
Para ser reintegrado ao trabalho em seu antigo cargo, Isaias precisava de um documento dizendo que aceitava o perdão do Estado, o que ele não tinha. Já aposentado, ele acabou indo para o Instituto Butantan. Na época, o instituto não realizava pesquisas nem tinha alunos e não havia integração com a Universidade de São Paulo.
Sob sua gestão, o instituto pode contratar dez professores e implantou uma política de pesquisa e produção tecnológica voltada para as necessidades sociais. Os edifícios foram reconstruídos, equipamentos foram trocados e o instituto, que antes não produzia vacina, tornou-se líder nesse segmento. Isaias fez parte da equipe que desenvolveu uma vacina contra a dengue.
Trouxe também pesquisadores russos para o desenvolvimento local da vacina de hepatite B recombinante no Instituto Butantan e firmou o primeiro acordo de transferência de tecnologia com a Sanofi Pasteur para trazer a vacina da influenza sazonal e também para segurança do país no caso de um surto de gripe. É considerado figura central no desenvolvimento do Centro de Biotecnologia do Instituto Butantan.
Em 2015, foi homenageado com o nome de uma Cadeira no International Centre for Theoretical Physics.

## Morte
Isaias morreu em 13 de dezembro de 2022, na capital paulista, aos 95 anos.

## Títulos
- Médico - Universidade de São Paulo, USP - 1950.
- Mestrado - USP - 1950.
- Ph.D. (Bioquímica) - USP - 1954.
- Livre-docente - USP - 1957.
- Professor catedrático (Bioquímica) - Faculdade de Medicina da USP, FM/USP - 1964.
- Professor visitante - Universidade Hebraica de Jerusalém - 1969/1970.
- Professor visitante - Massachusetts Institute of Technology, MIT - 1970/1974.
- Professor visitante - Harvard University School of Public Health - 1973/1974.
- Professor - Center Biomedical Education, City College of New York - 1974/1979.
- Professor Emérito da Faculdade de Medicina da USP-1975.

## Condecorações, Medalhas e Prêmios
- 1995 - Comendador da Ordem Nacional do Mérito Científico
- 2001 - Grã-Cruz da Ordem Nacional do Mérito Científico
- Troféu José Pelúcio Ferreira - FINEP - Financiadora de Estudos e Projetos/Dez 2006
- Medalha - Instituto Butantan do Governo do Estado de São Paulo/2000
- Faculty Research Award - City College of New York/1975
- Faculty Research Award - City College of New York/1977
- Faculty Research Award - City College of New York/1978
- Prêmio FCW de Ciência e Cultura de 2004 (Ciência Geral)
- Fundação Conrado Wessel/Jun/2005
- Fundação Bungue - Saúde Pública/Medicina Preventiva/ 2010.